# Rock Creek (Medicine Bow River)
Der Rock Creek ist mit rund 201 km der längste Nebenfluss des Medicine Bow Rivers im Südosten des US-Bundesstaates Wyoming.

## Verlauf
Der Rock Creek entspringt in der als Snowy Range bezeichneten, nördlichen Gebirgsgruppe der Medicine Bow Mountains, auf einer Höhe von rund 3250 m, etwa 10 km nordöstlich des Medicine Bow Peak im südlichen Carbon County. Von dort fließt er in nördliche Richtung im Medicine Bow National Forest durch die nördlichen Ausläufer des Gebirges und erhält einige kleinere Nebenflüsse. Bei Arlington erreicht der Rock Creek die Laramie Plains, unterquert die Interstate 80 und verläuft parallel zum Watkins Creek in nordöstliche Richtung. Der Wyoming Highway 13 folgt dem Verlauf des Flusses bis nach Rock River, wo der Fluss den U.S. Highway 30 unterquert und im weiteren Verlauf stark mäandrierend nach Norden durch das Albany County fließt. Weiter flussabwärts wendet er sich nach Westen, erhält von rechts den Sevenmile Creek und mündet schließlich nach knapp über 200 km östlich der Kleinstadt Medicine Bow auf einer Höhe von 2000 m von rechts in den Medicine Bow River, der sich weiter westlich im Seminoe Reservoir in den North Platte River entwässert. 

## Hydrologie
Der Rock Creek ist als Nebenfluss des Medicine Bow Rivers Teil des Einzugsgebietes des North Platte Rivers, der sich über Platte River, Missouri und Mississippi in den Golf von Mexiko entwässert. Das Einzugsgebiet des Rock Creek grenzt an die Einzugsgebiete von Little Medicine Bow River im Norden, Laramie River im Osten sowie Wagonhound Creek im Westen. Der mittlere Abfluss am Pegel nördlich von Rock River beträgt 0,88 m³/s, die größten Abflüsse finden sich in den Monaten Mai und Juni.

## Belege
1. 1 2 3  Rock Creek (Medicine Bow River). In: Geographic Names Information System. United States Geological Survey, United States Department of the Interior (englisch).
2. ↑  USGS 06633500 ROCK CREEK BELOW ROCK RIVER, WY. Abgerufen am 20. August 2024.